# 特瓦尼莎·特里
特瓦尼莎·特里，OLY（1999年1月24日—），美国女子田径运动员，2019年泛美运动会女子4×100米接力铜牌得主、2022年世界田径锦标赛女子4×100米接力金牌得主、2023年世界田径锦标赛女子4×100米接力金牌得主。